# Stálojåhkå
Stálojåhkå är ett vattendrag som avvattnar sjön Gáhpesluoppal och som mynnar i sjön Virihávrre i Padjelanta Natura 2000-område. Vattendraget ligger i Jokkmokks kommun i Lappland och ingår i Luleälvens huvudavrinningsområde. Källflöden till Stálojåhkå är Stáddajåhkå och Sårjåsjåhkå som båda mynnar i Gáhpesluoppal. Biflöden till Stálojåhkå är Viejejåhkå och Jiegŋáffojåhkå.
Stálojåhkå är tillsammans med Miellädno Virihávrres två största tillflöden. Delavrinningsområdets storlek är 342 km². Vid mynningen i Virihávrre är medellågvattenföringen MLQ (medelvärdet av varje års lägsta dygnsvattenföring) 15,2 m³/s och medelhögvattenföringen MHQ (medelvärdet av varje års högsta dygnsvattenföring) är 130 m³/s.
Vid mynningen i Virihávrre har Tuorpon sameby ett sommarläger - Stáloluokta - där Padjelantaleden mellan Kvikkjokk och Ritsem passerar. Vandrare som vill fortsätta till västra Padjelanta kan i byn Stáloluokta få båtskjuts förbi Stálojåhkå och Duvggejåhkå då dessa vattendrag saknar broar och är för stora för att kunna vadas.